# 陳宣 (成化進士)
陳宣（1438年—1509年），字文德，别號潛齋，浙江溫州府平陽縣柘園（今属温州市苍南县）人，民籍，明朝政治人物。

## 生平
成化四年（1468年）戊子科浙江鄉試第七十四名舉人。成化十七年（1481年）中式辛丑科會試第四名，二甲第八十三名進士。授工部主事，历官刑部员外郎，弘治五年（1492年）九月以防闲不严下狱，调外任，降夷陵州知州。历遷河南府知府，創建伊洛渊源祠及观德亭，修复諸渠，皆一时惠政。十五年（1502年）二月升雲南布政司左参政。乞休歸，卜遷近郭之南坡，更號南坡散人，卒年七十二。

## 家族
曾祖陳叔儀；祖父陳旦；父陳序，母方氏；繼母黃氏。慈侍下。娶李氏，贈安人；繼娶徐氏，封安人。子男二，長陳僎，邑庠生，李氏出，先公卒；次陳應期，亦邑庠生，側室田氏出。